# Джефри Плантагенет
Джефри V Анжуйски, известен като Красивия и Плантагенет (на френски: Geoffroy V d'Anjou, dit le Bel ou Plantagenêt; * 24 август 1113, Анже, Кралство Франция; † 7 септември 1151, Франция), е граф на Анжу, Тур и Мен по наследство от 1129 г., а също и херцог на Нормандия след завладяването ѝ през 1144 г.
Бракът му с германската императрица Матилда (вдовица на Хайнрих V от Свещената Римска империя), дъщеря на крал Хенри I от Англия, довежда до дългото управление в Англия на династията Плантагенет, чието име е взето от епитет на Джефри, свързан с това, че обичал да украсява шлема (шапката) си с клонче от жълтуга (genêt е френското име на planta genista или храст-метла).
Владението на предците на Джефри в Анжу дава началото на името Анжуйски и на възникването към 12 век на т.нар. Анжуйската империя (родът Анжу се сдобива с множество разпръснати владения, а конкретно Плантагенетите предявяват ред териториални претенции и се опитват да подчинят Франция в Стогодишната война).

## Ранни години
Джефри е по-големият син на Фулк Йерусалимски и Ерменгард от Мен. Хронистът Джон от Мармутие описва Джефри Плантагенет, като красив, червенокос, весел и като велик войн.
След като разбира за уменията и смелостта на Джефри, крал Хенри I изпраща легати в Анжу, за да преговарят за брак между неговата 25-годишна дъщеря Матилда и Джефри. Матилда е с 11 години по-възрастна от Джефри и много се гордее със статута си на императрица-вдовица (по-рано – само графиня), който запазва до края на живота си живот. Получено е съгласие, относно сватбата, и от двете страни и на 10 юни 1128 г. 15-годишният Джефри е посветен в рицарство в Руан от крал Хенри като подготовката ѝ. Тя се състои през 1128 г. Има за цел да осигури траен мир между Англия, Нормандия (Уилям I Завоевателят е неин херцог, още преди да стане крал на Англия, в резултат на норманските нашествия в Британия) и Анжу. Бракът им е бурен, но щастлив, с чести и дълги раздели; раждат им се трима сина.

## Граф на Анжу
На следващата година, 1129 г., бащата на Джефри заминава за Йерусалим (за да стане крал на кръстоносната държава Йерусалимско кралство), оставяйки го като граф на Анжу.
После (през 1135 г.) крал Хенри I от Англия умира и Джефри и Матилда (станала известна под името Мод) настояват да получат земите му, като нейно наследство. Граничните области на Англия се подчиняват на Мод, като на кралица, но в останалата част от страната се установява нейния първи братовчед Стивън от Блоа, известен и като Етиен, признат за крал и в Нормандия, въпреки нахлуването на войските на Анжу в земите на херцогството; започва гражданска война, която продължава 18 години. На следващата година Джефри дава Амбриерес, Горон и Шатийон-сюр-Колмон на Юхел дьо Майен, срещу обещание да го подкрепи в нея. През 1139 г. Матилда акостира (преминава с кораби протока Ла Манш и спира на брега) със 140 рицари в Англия, където е обсадена в Арънделския замък от крал Стивън. Впоследствие (през февруари 1141 г.), в резултат от загубата му в Битката при Лънкълн, Стивън е пленен от Мод и пратен в тъмница в Бристол. Същата година събрание на английски църковни деятели, наречено Легатински съвет на английската църква, проведено в Уинчестър, обявява крал Стивън за свален и провъзгласява Матилда за „Лейди на Англичаните“, с което войната сякаш върви към своя край, но съвсем не приключва. Скоро Мод почти напълно завзема Англия, присвоява си и други бляскави звания и получава народната подкрепа, след което отива в Лондон и е коронясана там за кралица, но става нужда да избяга от града, в резултат на въстание, предизвикано от деспотичното и арогантно поведение.
Междувременно Матилда Булонска, жената на Стивън е заела мястото му, начело на съпротивата срещу превземането на Англия от силите на Анжу. Кралица Мод е обсадена от нея в Оксфорд. Също така, Матилда успява да освободи от плен и да върне на трона Стивън (към 1141 – 1142 г.). Все пак накрая Плантагенетите побеждават в Англия – Мод наистина едва си спасява живота и капитулира (1148 г., след като умира основният ѝ поддръжник в Англия Робърт Глостърски), но след това, нейният син Хенри II, наново подхваща боевете и става крал на Англия, през 1154 г., по силата на сключения през 1153 г. от страните в конфликта Договор от Уолингфорд, постановяващ че Стивън трябва да остане крал на Англия за цял живот и че Хенри, синът на Джефри и Матилда, трябва да го наследи.
Същевременно Нормандия е трайно отнета от крал Стивън от Плантагенетите. През 1142 и 1143 г. Джефри обезопасява цяла ѝ територия на запад и юг от река Сена. На 14 януари 1144 г. прекосява реката и влиза в Руан. Той приема титлата херцог на Нормандия през лятото на 1144 г. Джефри държи херцогството до 1149 г., когато той и Матилда съвместно го отстъпват на сина си Хенри II, като цесията е официално ратифицирана от френския крал Луи VII (сюзерен на норманските владетели, относно Нормандия, още по времето на Роло) на следващата година.
През 1144 г Джефри основава августински манастир в Шато-л'Епмитаж в Анжу. Той също така потушава три баронски бунта в Анжу през 1129, 1135 и 1145 – 1151 г. Той често влиза в противоречие със своя по-малък брат Елиас, когото държи в затвора до смъртта му през 1151 г. Заплахата от бунт забавя напредъка на Джефри в Нормандия и е една от причините той никога да не може да се намеси лично в Англия.
Джефри Плантагенет внезапно умира на 7 септември 1151 г., на 38 години. Според Джон от Мармутие, Джефри се връща от кралски съвет, когато е поразен от треска. Той пристига в Шато-дю-Лоар, рухва на своята кушетка, прави завещанието си под формата на подаръци и благотворителни дарения и умира.
Надживян е от съпругата си Матилда (Мод умира през 1163 г.) и синовете си (Хенри, Джефри и Уилям). Погребан е в катедралата „Сен Жулиен“ в Льо Ман, Франция, а синът му Хенри го наследява като херцог на Нормандия и става новият глава на дома Плантагенет.

## Деца
- Хенри II (1133 – 1189), крал на Англия;
- Джефри Плантагенет (1134 – 1158), съименник на баща си и граф на Нант;
- Гийом (Уилям) Плантагенет (1136 – 1164), граф на Поатие.